# La fidanzata a Villa Borghese
La fidanzata a Villa Borghese è un quadro a olio su tela realizzato nel 1902 dal pittore italiano Giacomo Balla.
È conservato nella Galleria d'Arte Moderna di Milano.